# CollXtion I
CollXtion I é o EP debut da cantora e compositora canadense Allie X, lançado fisicamente em 7 de abril de 2015 com um pequeno ciclo de vendas. É o seu primeiro trabalho artístico lançado sob o nome de Allie X. O EP foi inicialmente lançado em 7 de abril de 2015 no Canadá. O lançamento mundial foi definido para 14 de abril de 2015 e depois adiado para 21 de abril de 2015. CollXtion I pretende ser a primeira das pelo menos cinco coleções CollxTions, sendo cada uma em torno de uma experiência única de multimídia que incluirá GIFs rotatórios em seus vídeos no YouTube, quadrinhos detalhando sua autobiogafia abstrata e canções para permitir que os fãs façam suas próprias criações. Além disso, Allie afirmou que o EP é influenciado pelo seu interesse em medicina, psicologia e o macabro.

## Promoção e lançamento
O EP foi promovido por faixas completas dos singles, em que foram lançadas para o YouTube e SoundCloud. Samples, trechos, singles não lançados e amostras foram lançados exclusivamente no seu canal do YouTube, apresentando GIFs rotatórios característicos. Sua residência artística foi realizada no Phi Centre em Montreal, Canadá, de 30 de abril até 2 de maio de 2015. A residência começou com uma performance ao vivo em 30 de abril e incluiu instalações de mídia interativa em uma loja e em uma curadoria.

## Recepção da crítica
- Julia LeConte, do Edmonton Journnal, fez uma avaliação positiva para o lançamento de Allie, chamando de "um EP de sete canções escrito inteligentemente que oferece um amontado de apetrechos indeléveis" e afirmou que sua habilidade criativa corresponde a sua voz espetacular.[12]
- O editor da Presslay diz que a temática não é tanta, mas o álbum em si é um "nocaute". O editor descreveu o conteúdo como "canções que pertencem aos charts e é apenas uma questão de tempo até que percebam."[13]
- Ryan Mcnutt, do Exclaim.ca, diz que o EP encontra seu lugar em seus opostos, desde que apresenta uma "frialdade clínica" simultânea, até o "imediatismo quente e presente" com seus vocais "familiares, porém estranhos." Em geral, afirmou que é uma estreia confiante e cativante, com músicas pegajosas.[14] Jean Luc-Marsh, do Pretty Much Amazing, deu uma revisão ligeiramente menos positiva, dizendo que "Allie tem um talento ocasional para o pop em sua sacarina." O único passo falso, como ele afirma, é "que segura os ouvintes, mas sem tanta cerimônia". Em uma nota mais positiva, acrescentou que ela "compensa com uma performance apaixonada."[15]
- Após a liberação de "Catch", James Milton da revista DIY diz que Allie "entrou em cena como uma garrafa de vinho em um casamento e todos queriam um pouco."[16] Jasmine Cox, do TIME, complementou a canção como "brilhante com um nível notável".[17] Logan White, da Billboard, chamou "Catch" de um "synthpop extremamente habilidoso e vulnerável."[2] Carl Willot, da Idolator, disse que "Catch era tudo que a musica atual precisava de maravilhoso: ganchos imaculados, trabalho sintetizador imaculado, versatilidade vocal, atmosferas ousadas e batidas pegajosas", nomeando-a como a melhor música de 2014.[1]
- Matthew Perpetua, do BuzzFeed, descreveu "Prime" como uma "canção synthpop sintetizada elegante e colorida que é indiscutivelmente melhor do que "Catch."[18] Melissa Locker, do TIME, chamou a música de "synthpop cativante".[19]
- "Bitch" foi descrita como "cheia de bipes borbulhantes e squelches sonoros."[20] Popjustice disse: 'Allie X é uma das melhores cantoras em todo pop", dizendo que "Bitch" é mais barulhenta (animada) do que "Prime" e "Catch", as mas não menos surpreendente."[21]

## Faixas
| N.º            | Título         | Compositor(es)                                                     | Produtor(es)     | Duração |  |
| 1.             | "Hello"        | Michael Joseph Wise Alexandra Hughes Marius Moga                   | Hughes Wise      | 3:48    |  |
| 2.             | "Catch"        | Hughes Steve McKay Kieran Adams Graham Bertie Wise Alex Puodziukas | Hughes Wise      | 3:45    |  |
| 3.             | "Prime"        | Hughes Wise                                                        | Hughes Wise      | 4:13    |  |
| 4.             | "Tumor"        | Hughes Mathieu Jomphe Lépine                                       | Hughes Billboard | 3:08    |  |
| 5.             | "Bitch"        | Hughes Julian Gramma                                               | Hughes Gramma    | 3:27    |  |
| 6.             | "Good"         | Hughes Lépine                                                      | Hughes Billboard | 4:13    |  |
| 7.             | "Sanctuary"    | Hughes Brett McLaughlin Jonas Jeberg                               | Hughes Jeberg    | 4:39    |  |
| Duração total: | Duração total: | Duração total:                                                     | Duração total:   | 27:13   |  |

| N.º            | Título         | Compositor(es) | Produtor(es)   | Duração |  |
| 1.             | "Never Enough" | Hughes Wise    | Hughes Wise    | 3:58    |  |
| Duração total: | Duração total: | Duração total: | Duração total: | 31:12   |  |